# Troll Factory
Troll Factory (en hangul, 댓글부대; en hanja, 댓글部隊; McCune-Reischauer, Taetkŭlbudae; literalmente, «Unidad de comentarios») es una película surcoreana escrita y dirigida por Ahn Gooc-jin, y protagonizada por Son Seok-koo, Kim Sung-cheol, Kim Dong-hwi y Hong Kyung. Está basada en la novela homónima de Chang Kang-myoung. Se estrenó en Corea del Sur el 27 de marzo de 2024.

## Sinopsis
El periodista Im Sang-jin escribe un artículo donde denuncia a una gran corporación tras entrevistar al director ejecutivo de una pequeña empresa, quien afirma que la tecnología en la que invirtió miles de millones se perdió en manos de una subsidiaria de aquella. Sin embargo, el artículo fue enterrado entre otros de noticias más atractivas para el público, y comenzaron a aparecer comentarios que decían que era un informe falso. Cuando el director ejecutivo, que era la única fuente de noticias, se suicida, Im Sang-jin inmediatamente se convierte en un problema y es suspendido de su trabajo. Mientras busca su reincorporación, un informante anónimo que se hace llamar Chattatkat le confiesa que ha manipulado la opinión pública en línea.

## Reparto
- Son Seok-koo como Im Sang-jin, un periodista que busca su reincorporación después de haber sido suspendido por escribir un artículo que denunciaba el comportamiento ilícito de las grandes corporaciones.[3][4][5]
- Kim Sung-cheol como Jjingppeot King, el líder de facto del equipo Aleph, que muestra rapidez de pensamiento y toma la iniciativa en la manipulación de la opinión pública.[6][7]
- Kim Dong-hwi como Chattatkat, miembro del equipo Aleph, un escritor anónimo que crea historias de impacto y un informante que anuncia la existencia de la unidad de comentarios.[6][7][8]
- Hong Kyung como Paeptaek, miembro del equipo Aleph, un guerrero del teclado que siente el poder de la manipulación de la opinión pública en línea y se vuelve cada vez más adicto a ella.[6][7]
- Lee Sun-hee como Pyo Ha-jeong, la recién nombrada editora jefe del periódico Linshang Town Work, en un momento en que Im Sang-jin estaba suspendido.[9][10]
- Kim Jun-han como Nam Ki-hong, el jefe del equipo de opinión pública de la gran empresa Manjeon, que le hace una propuesta muy especial a JjingppeotKing.[9][11]
- Kim Hee-won como Lee Seon-woo, el director de una compañía cinematográfica que solicita al equipo Aleph que manipule la opinión pública en línea para lograr el éxito de la película que produjo.[9][11]
- Choi Deok-moon como Choi Pyeong-ho, exeditor jefe del periódico Linshang Town Work, quien se da cuenta de que su información errónea fue fabricada e intenta cambiar la situación.[9][11]
- Oh Ye-ju como Lee Eun-chae, una estudiante universitaria involucrada en un incidente de manipulación de la opinión pública en línea.[12][13]
- Park Sun-woo.
- Cha Young-ju.
- Kim So-min.
- Lee Chan-yoo.

## Producción
Troll Factory está basada en la novela del mismo título original coreano escrita por Chang Kang-myoung, inspirada en hechos reales ocurridos en Corea del Sur. De hecho, según algunos observadores la empresa Manjeon del filme recuerda a la corporación Samsung, sobre la que han existido sospechas de que contara con empleados dedicados a actividades parecidas a las que se muestran en aquel. Es una producción de Cinematic Moment. El punto de equilibrio para amortizar la inversión se consideraba en 1,95 millones de espectadores. El guion y la dirección son de Ahn Gooc-jin, que tuvo las mismas funciones en la premiada Alice in Earnestland (2015).La fotografía está al cuidado de Cho Hyung-rae (Concrete Utopia, Boksoon debe morir,  Kingmaker) y la iluminación al de Lee Gil-gyu. El director artístico es Hong Joo-hee, el de vestuario Cho Sang-kyung, y el musical Cho Young-wook.
En julio de 2022 algunos medios periodísticos publicaron que Son Seok-koo había sido elegido para protagonizar el filme. La agencia del actor confirmó que habían recibido la oferta y que la estaban evaluando. El 27 de enero de 2023 también Kim Dong-hwi anunció su participación en el reparto. El 20 de febrero distintos medios añadieron los nombres de Kim Sung-cheol y Hong Kyung. El 7 de marzo de 2023 el equipo de producción confirmó la presencia en el reparto de Son Seok-koo, Kim Sung-cheol, Kim Dong-hwi y Hong Kyung, y anunció que el rodaje había comenzado el día anterior.Más adelante el director declaró que se había rodado de marzo a junio de 2023.
El 31 de enero de 2024 la distribuidora Ace Maker Movie Works anunció la fecha del estreno y lanzó el primer avance del filme. En febrero hizo público que había cerrado acuerdos de explotación para Japón, Hong Kong, Taiwán y el Sudeste asiático, India, Mongolia y otros países del continente.El 15 de marzo se presentó la producción con un pase previo para la prensa en el centro comercial CGV Yongsan I'Park ubicado en Yongsan-gu, Seúl; asistieron el director Ahn Gook-jin y los actores Son Seok-koo, Kim Seong-cheol, Kim Dong-hwi y Hong Kyung.

## Estreno y recepción
Troll Factory se estrenó el 27 de marzo de 2024. En su primer día vendió más de 127 000 entradas, quedando así en primera posición por taquilla en un solo día y desplazando a Exhuma, que la había ocupado los 34 días anteriores; sin embargo, esta la recuperaría al día siguiente mientras Troll Factory caía al segundo lugar.El índice CGV Golden Egg, que refleja la evaluación de los espectadores reales, no fue muy alto: 81 %.En los tres días de su primer fin de semana, del 29 al 31 de marzo, fue elegida por más de 346 000 espectadores, ocupando el primer lugar en taquilla entre las películas estrenadas en el mismo periodo.Al 27 de julio de 2024 había vendido 927 991 entradas en 1228 salas de cine, para una taquilla de 6 669 332 dólares estadounidenses. Estaba por este concepto en la decimoctava posición entre las películas surcoreanas estrenadas en el año.
Además de su exhibición en sala, desde el 8 de mayo de 2024 (cuando aún no había concluido aquella), estuvo disponible en plataformas y servicios de televisión por cable surcoreanos.